# 春日沙也加
春日 沙也加（かすが さやか、1993年4月6日 - ）は、日本のタレント、グラビアアイドル。女性アイドルユニット・よしもとグラビアエージェンシー(YGA)のメンバー（5期生）。千葉県出身。元よしもとクリエイティブ・エージェンシー所属。スプリングChu♡bit、IDO★HOLICメンバー。

## 経歴
幼稚園の頃、当時モーニング娘。の辻希美を見てアイドルに憧れる。中学時代、アイドリング!!!のライブに通っていたところ、共演していたYGAにも興味を持ち、YGAのライブにも通うようになり、4期生の櫻井里佳とファンレターのやりとりをしていた。そして、これが最後と思って応募したYGAのオーディションを受け、2010年5月29日「YGA 新メンバー最終オーディションLIVE」に合格。YGA第5期メンバーとして加入。
- 2011年1月 - 「週刊少年チャンピオン 第2回マスコットガール選手権〜高校生大会〜」グランプリを獲得[1]。
- 2012年 - ミスヤングチャンピオン ファイナリスト
- 2013年12月 - 元YGAの山下春花(はるぴー)と共にスプリングChu♡bitとしてアイドル活動再開。同年12月23日、新人アイドル白石美咲を加え、山下春花と3人でIDO★HOLICとしても活動。(春日・山下での出演時はスプリングChu♡bit名義)
- 2015年3月 - 有明教育芸術短期大学子ども教育学科卒業[4]。

## 人物
- キャッチフレーズは「バカだからこそできることがきっとある！」「1.2.さあちゃん4.GO!GO!かーすが！」
- 「アイドル鑑賞」を趣味としており、AKB48のチームK 4th Stage「最終ベルが鳴る」を観賞したこともあるという[5]。アイドリング!!!では長野せりな[5]、AKB48では小嶋陽菜推しを公言している[2]。
- 好きな色はピンク。ちなみにYGAでのイメージカラーは黄色だった[6]。
- 中学・高校時代は陸上部に入部。中学1年時の競歩大会では14位に入賞した[3]。
- ライバル誌の「ミスFLASH2013」受賞者である永井里菜と仲が良い[7]。

## 出演
※YGAとしての活動は除く
- YGAとしての活動はよしもとグラビアエージェンシーを参照

### テレビ
- ミス週刊少年チャンピオン（エンタ!371・Pigoo HD）2010年10月 - ※春日出演回は#1（2010年10月前半）、#3（11月前半）、#8（2011年1月後半）

### 映画
- ミスヤンチャン学園・飯田橋女子高校～とどけ！乙女の想い！～キス部 (2013年、監督：ウンノヨウジ) - 沙也加 役